# زبان‌های قبچاقی
زبان‌های قبچاق زیرشاخه‌ای از خانواده زبان‌های ترکی است که تقریباً دارای ۲۶-۲۸ میلیون گویشور در آسیای میانه و اروپای شرقی، از اوکراین تا چین است.

## ویژگی‌های زبانی
زبان‌های قپچاق دارای ویژگی‌های مشترک استند که باعث شده زبان‌شناسان آن‌ها را باهم دسته‌بندی کنند. بعضی از این ویژگی‌ها داخل زبان‌های ترکی دیگر شده؛ ویژگی‌های دیگر در زبان‌های قپچاق منحصر بفرد است.

## دسته‌بندی
زبان‌های قپچاق براساس جغرافیا و ویژگی‌های مشترک به چهار بخش تقسیم شده‌اند. هنوز هم به این زبان‌های پررنگ گفتگو می‌شود.
| نیاترکی | ترکی عام | قپچاقی | قپچاق–بلغار (اورالی، اورال–خزری) | - باشقیری - تاتاری                                                                               |
| نیاترکی | ترکی عام | قپچاقی | قپچاق–کومان (پنتی–خزری)          | - قره چای-بالکاری - قوموقی - قرایمی - قریمچاقی - ترکی اورومی - تاتاری کریمه - کومانی (منقرض شده) |
| نیاترکی | ترکی عام | قپچاقی | قپچاق–نوقایی (ارال-خزری)         | - قزاقی - قره‌قالپاقی - تاتاری سیبری - نوقایی                                                     |
| نیاترکی | ترکی عام | قپچاقی | قرقیز–قپچاقی                     | - قرقیزی                                                                                         |
| نیاترکی | ترکی عام | قپچاقی | قپچاق جنوبی                      | - قپچاق فرغانی (منقرض شده)                                                                       |